# Ystad
Ystad (gl. dansk Ysted eller Ydsted) er en by ved Skånes sydkyst med 18.350 indbyggere(2010) og kommunesæde i Ystads kommun i Skåne län, Sverige.
I byens centrum findes mange middelalderlige bygninger, og Ystad er med sine omkring 300 bindingsværkshuse Skånes bedst bevarede middelalderby. Mariakirken samt dele af byens Gråbrødrekloster er fra 1100-tallet. Klosteret er det bedst bevarede oprindeligt danske franciskanerkloster sammen med det i Slesvig.
Byen opstod i middelalderen omkring havnen og sildefiskeriet. Ystad nævnes første gang ved sit tidligere danske navn Ysted i skriftlige dokumenter i 1244 i de såkaldte Lund-annaler.
Ystad ramtes hårdt i krigene i 1563-70 og i 1644-45, hvor byen blev erobret og plyndret af svenske styrker. Ved freden i Roskilde i 1658 måtte Danmark afstå Ystad sammen med resten af Skånelandene til Sverige.
Der er færgeforbindelse fra Ystad til Rønne Havn på Bornholm samt til Świnoujście i Polen og Sassnitz i Tyskland. Den korteste rejserute fra København til Bornholm går via Ystad, og der er forbindelse med bus fra færgeterminalen til København.
Henning Mankells kriminalromaner med politimanden Wallander som hovedperson foregår i og omkring Ystad.
Øst for byen ligger spahotellet Ystad Saltsjöbad. Biografteatern Scala blev grundlagt i 1910, og det er landets ældste bevarede biograf.

## Galleri
- Ystad Kloster er et gråbrødrekloster grundlagt i 1267 og det bedst bevarede klosteranlæg i Skånelandene.
- Kemnerska gården fra 1500-tallet.
- Vandtårnet Nappflaskan.
- Biografteatern Scala i Ystad 2025.